# Ligne de Neuville-de-Poitou à Bressuire
La ligne de Neuville-de-Poitou à Bressuire est une ligne de chemin de fer française longue de 72,5 km qui reliait Neuville-de-Poitou, dans le département de la Vienne, à Bressuire, dans le département des Deux-Sèvres. Elle est entièrement située dans la région Nouvelle-Aquitaine.
Elle constitue la ligne n° 524 000 du réseau ferré national français.

## Histoire
La ligne de Bressuire à Poitiers est déclarée d'utilité publique par un décret impérial le 19 juin 1868.
Le 18 décembre 1869, un décret impérial prescrit sa mise en adjudication. La concession est attribuée à la Compagnie du chemin de fer de Bressuire à Poitiers (BP) le 20 août 1870. Elle est mise en service dans sa totalité le 5 juin 1887.
La ligne de Bressuire à Poitiers est rachetée par l'État selon les termes d'une convention signée le 21 avril 1877 entre le ministre des Travaux publics et la Compagnie du chemin de fer de Bressuire à Poitiers. Cette convention est approuvée par une loi le 18 mai 1878.

## Exploitation
Selon les sections, la ligne a connu des fortunes diverses. Jusqu'en 1982[réf. souhaitée], elle voyait passer les express Nantes – Limoges via Poitiers. Depuis cette date, plus aucun service voyageurs n'a lieu.
Par ailleurs, seul un maigre trafic fret subsistant entre Poitiers et Chalandray a fait en sorte que l'intégralité de la ligne ne soit pas fermée et déposée.

### De Neuville-de-Poitou à Parthenay
La ligne est exploitée pour les besoins du trafic fret entre Neuville-de-Poitou et Chalandray pour la desserte de la coopérative agricole Centre Ouest Céréales. Elle a été rénovée dans ce but il y a quelques années.[réf. nécessaire]
La section entre Chalandray et Parthenay, bien que la voie soit toujours en place, ne voit plus aucun trafic.

### De Parthenay à Bressuire
Cette section est fermée au trafic voyageur le 30 mai 1976 et à celui des marchandises en 1994 et déposée ensuite. Une voie verte a été aménagée sur la quasi-totalité de son parcours en 2006.